# مؤتمر التيلوغوية العالمي

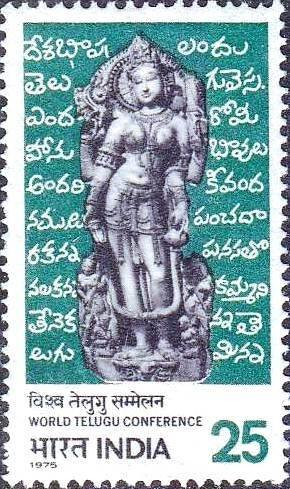
طابع بريدي هندي احتفالا بالمؤتمر العالمي للتولوغية

مؤتمر التيلوغوية العالمي (بالتيلوغوية: ప్రపంచ తెలుగు మహాసభలు) هو مؤتمر يهدف إلى تعزيز اللغة التيلوغوية. تحضره عدد من الشخصيات الأدبية وتتبادل وجهات النظر حول نشر اللغة والحفاظ عليها والدعوة إلى سياسة التيلوغوية.
عُقِدَ مؤتمر التيلوغوية الأول في حيدر آباد عام 1975. وكان وزير التعليم آنذاك، ماندالي فينكاتا كريشنا راو، فعّالاً في البدء به. قدم المغني رامارو أول ظهور له في المؤتمر. كما حضره سانكارامبادي سوندراشاري، الذي كتب النشيد الوطني «ما تليجو ثاليكي» ، والممثل المغني.
كان مؤتمر التيلجو الثاني في أبريل 1981 في كوالا لمبور، ماليزيا، وعُقِدَ الثالث في ديسمبر عام 1990 في موريشيوس.
عقد مؤتمر التيلجو الرابع في تيروباتي في ديسمبر 2012. تم عقد المهرجان الخامس في الفترة من 15 ديسمبر 2017 في حيدر آباد احتفالاً بمرور أربعين عامًا على الدورة الأولى للمؤتمر.